# Jewgeni Ljowkin
Jewgeni Wladimirowitsch Ljowkin (kasachisch Евгений Владимирович Лёвкин; * 14. Oktober 1992 in Alma-Ata) ist ein kasachischer Skispringer.

## Werdegang
Ljowkin gab sein internationales Debüt im September 2006 im FIS Cup. Nachdem er in dieser Serie nur mittelmäßige Ergebnisse erzielt hatte, gab er ein Jahr später in Villach sein Debüt im Skisprung-Continental-Cup. Am 17. Februar 2008 verpasste er beim FIS Cup in Szczyrk mit Platz vier nur knapp das Podest. Bei den Nordischen Junioren-Skiweltmeisterschaften 2008 im polnischen Zakopane sprang er im Einzel von der Normalschanze auf den 64. Platz. Nach zwei Disqualifizierungen im Sommer 2008 in Velenje und Kranj im Continental Cup wurde Ljowkin in den FIS Cup zurückversetzt. Ab September 2008 in Lillehammer gehörte er fest zum Kader im Continental Cup.
Am 9. Januar 2009 gewann Ljowkin in Sapporo erstmals Punkte im Continental Cup. Am 17. Januar 2009 bekam er die Möglichkeit, an der Qualifikation zum Weltcup-Springen in Zakopane teilzunehmen. Er verpasste den Wettbewerb als 48. der Qualifikation. Bei der Nordischen Junioren-Skiweltmeisterschaft 2009 in Štrbské Pleso sprang er von der Normalschanze auf den 45. Platz, mit der Mannschaft erreichte er auf den Štrbské Pleso-Schanzen den 17. und damit vorletzten Rang. Nach der Junioren-WM blieb er im Continental Cup ohne Punkte. Bei den Kasachischen Meisterschaften im Skispringen 2009, welche im Rahmen der Deutschen Meisterschaften am 18. Juli 2009 in Garmisch-Partenkirchen stattfanden, erreichte er Platz fünf.
Bei der Nordischen Junioren-Skiweltmeisterschaft 2010 in Hinterzarten sprang er auf den 34. Platz von der Normalschanze. Im Teamwettbewerb trat kein kasachisches Team an. Am 5. Februar 2010 nahm er in Willingen erneut an einer Qualifikation zu einem Weltcupspringen teil, mit einem 53. Platz verpasste er diese jedoch. Im Teamspringen erreichte er mit der Mannschaft den 11. Rang. Am 27. Februar 2010 gelang es ihm in Wisła erstmals seit zwei Jahren wieder, Punkte im Continental Cup zu gewinnen. Im März verpasste er in Lahti erneut eine Weltcup-Qualifikation, erreichte mit der Mannschaft aber im Teamspringen den 12. Platz. Im August 2010 startete er erfolglos im Skisprung-Grand-Prix. Seine beste Platzierung war ein 37. Platz in Hakuba.
Bei den beiden Continental-Cup-Springen auf seiner Heimschanze in Almaty im September 2010 erreichte er nur hintere Plätze. Trotz dessen erhielt er erneut die Nominierung für den Team-Weltcup in Kuusamo im November, wo er mit der Mannschaft 12. wurde. Bei dem folgenden Einzelweltcup sowie bei der Vierschanzentournee 2010/11 in Bischofshofen und Innsbruck verpasste er jeweils die Qualifikation deutlich. Auch bei der Nordischen Skiweltmeisterschaft 2011 in Oslo verpasste er von der Normal- als auch von der Großschanze die Qualifikation, erreichte aber mit der Mannschaft die Plätze 12 und 10. Kurze Zeit später startete er bei den Winter-Asienspielen 2011 in seiner Heimat Almaty und gewann dabei Gold von der Normalschanze vor Kazuya Yoshioka und Radik Schaparow. Von der Großschanze wurde er Sechster. Mit der Mannschaft gewann er hinter dem Team aus Japan die Silbermedaille.
Im Juli und August 2011 trat er erneut im Skisprung-Grand-Prix an, musste sich aber in den ersten Springen bereits in der Qualifikation geschlagen geben. Erst in Hinterzarten gelang Ljowkin nach einem 10. Platz im Teamspringen mit einem 30. Platz ein Punktegewinn. Auch in Almaty gewann er Punkte, was ihn am Ende auf den 78. Platz der Gesamtwertung brachte. Im Continental Cup konnte er in Trondheim erneut punkten.
Zum Beginn der Weltcup-Saison 2011/12 in Kuusamo schied Ljowkin erneut in der Qualifikation aus. Im Team-Weltcup erreichte er mit der Mannschaft den 11. Platz. Im Continental Cup in Almaty erreichte Ljowkin erstmals eine Platzierung unter den besten zwanzig. Zur Vierschanzentournee 2011/12 startete er wieder im Weltcup-Kader. Er schaffte es, sich zu den Springen in Oberstdorf und Garmisch-Partenkirchen zu qualifizieren, und belegte dort im Wettkampf jeweils den 49. Platz. Nachdem in Bischofshofen die Qualifikation abgebrochen werden musste, kam er dort zu einem weiteren Einsatz im Wettkampf und wurde 58. Am Ende lag er auf dem 49. Platz der Tournee-Gesamtwertung.
Bei der Nordischen Junioren-Skiweltmeisterschaft 2012 im türkischen Erzurum sprang Ljowkin auf den 29. Platz im Einzel. Drei Tage später stand er im Kader für die Skiflug-Weltmeisterschaft 2012 in Vikersund, wo er im Mannschaftswettbewerb mit dem Team Platz 10 belegte. Nach der Skiflug-Weltmeisterschaft startete er erneut im Continental Cup. Dabei erreichte er in Predazzo auf dem Trampolino dal Ben Platz 42, bevor er auf gleicher Schanze mit dem 30. Platz erneut einen Continental-Cup-Punkt gewann. Im März 2012 trat er in Trondheim, Oslo und beim Skifliegen in Planica noch einmal bei Qualifikationen zum Weltcup an, verpasste aber den Wettbewerbsdurchgang in allen Springen. Auch im Skisprung-Grand-Prix 2012 blieb er ohne Erfolg und Punktgewinn. Seine beste Platzierung war ein 33. Platz auf den Hakuba-Schanzen.
Am 10. November 2012 hatte Ljowkin zusammen mit Nikolai Karpenko und Alexei Ptschelinzew in Almaty einen Autounfall. Ljowkin wurde dabei lebensbedrohlich verletzt und auf die Intensivstation eines Krankenhauses in Almaty eingeliefert. Er erhielt Blut gespendet, Implantate in die Halswirbelsäule und musste künstlich beatmet werden. Anfang Dezember fing er wieder an zu atmen und erhielt das Gefühl in den Füßen zurück. Später rehabilitierte er sich in einem Krankenhaus in Nowosibirsk. Als Folge seiner Verletzungen musste Ljowkin ebenso wie seine Teamkollegen, die in den Autounfall involviert waren, über die komplette Weltcup-Saison 2012/13 pausieren. Ljowkins Hoffnung, ab Sommer 2013 wieder trainieren zu können, erfüllte sich nicht; er ist bis heute auf einen Rollstuhl angewiesen.
Der Kasachische Skiverband hat Ljowkin auch als Nordischen Kombinierer beim Internationalen Skiverband gemeldet, jedoch bestritt er in dieser Disziplin noch keine internationalen Wettbewerbe.

## Statistik

### Grand-Prix-Platzierungen
| Saison | Platz | Punkte |
| ------ | ----- | ------ |
| 2011   | 078.  | 6      |

### Continental-Cup-Platzierungen
| Saison  | Platz | Punkte |
| ------- | ----- | ------ |
| 2008/09 | 141.  | 09     |
| 2009/10 | 119.  | 09     |
| 2011/12 | 087.  | 25     |

### FIS-Cup-Platzierungen
| Saison  | Platz | Punkte |
| ------- | ----- | ------ |
| 2007/08 | 100.  | 63     |
| 2008/09 | 168.  | 20     |